# Schefflera yurumanguinis
Schefflera yurumanguinis är en araliaväxtart som beskrevs av José Cuatrecasas. Schefflera yurumanguinis ingår i släktet Schefflera och familjen araliaväxter.
Artens utbredningsområde är Colombia. Inga underarter finns listade.